# Chitrella elliotti
Chitrella elliotti är en spindeldjursart som beskrevs av William B. Muchmore 1992. Chitrella elliotti ingår i släktet Chitrella och familjen spinnklokrypare. Inga underarter finns listade i Catalogue of Life.